# 재클린 바이어스
재클린 바이어스(Jacqueline Byers, 1996년 9월 13일 ~ )는 캐나다의 배우이다.
토론토에서 태어났다.

## 영화
- 블리자드 (2003년)
- 공중돌기 너머 (Fall Out, 2015년)
- 배드 사마리안 (2018년) - 라일리 시브룩 역
- The Devil's Light (2021년)
- 프레이 포 더 데블 (2022년) - 앤 수녀 역